# Parietaria
Parietaria és un gènere de plantes amb flor de la família de les urticàcies (Urticaceae). Aquestes plantes es troben a les zones temperades i tropicals del planeta. Són plantes herbàcies anuals o perennes. L'alçada és de 20 a 80 cm. El fruit és un petit aqueni. Algunes espècies són de fulla comestible.

## Taxonomia
- Parietaria alsinifolia Delile
- Parietaria australis (Nees) Blume
- Parietaria cardiostegia Greuter
- Parietaria cretica L.
- Parietaria debilis G.Forst.
- Parietaria diffusa Mert. & W.D.J.Koch
- Parietaria filamentosa Webb & Berthel.
- Parietaria floridana Nutt.
- Parietaria hespera B.D.Hinton
- Parietaria judaica L.
- Parietaria laxiflora Engl.
- Parietaria lusitanica L.
- Parietaria mauritanica Durieu
- Parietaria micrantha Ledeb.
- Parietaria officinalis L. - morella roquera o blet de paret
- Parietaria pensylvanica Muhlenb. ex Willd.
- Parietaria praetermissa B.D.Hinton
- Parietaria ruwenzoriensis Cortesi